# Kelsey Mitchell
Kelsey Mitchell (Brandon, 26 de noviembre de 1993) es una deportista canadiense que compite en ciclismo en la modalidad de pista.
Participó en los Juegos Olímpicos de Tokio 2020, obteniendo una medalla de oro en la prueba de velocidad individual. Ganó una medalla de bronce en el Campeonato Mundial de Ciclismo en Pista de 2021, en la misma prueba.

## Medallero internacional
| Juegos Olímpicos   | Juegos Olímpicos  | Juegos Olímpicos  | Juegos Olímpicos     |
| Año                | Lugar             | Medalla           | Competición          |
| ------------------ | ----------------- | ----------------- | -------------------- |
| 2020               | Tokio (Japón)     | Medalla de oro    | Velocidad individual |
| Campeonato Mundial |                   |                   |                      |
| Año                | Lugar             | Medalla           | Competición          |
| 2021               | Roubaix (Francia) | Medalla de bronce | Velocidad individual |